# Авелл Читунду
Авелл Читунду (англ. Avell Chitundu; нар. 30 липня 1997, Замбія) — замбійська футболістка, нападниця клубу «ЗЕСКО Юнайтед» та національної збірної Замбії. Одна з гравчинь, яка поїхала на футбольний турнір Літньої Олімпіади 2020 року.

## Клубна кар'єра
З 2017 року захищає кольори замбійського клубу «ЗЕСКО Юнайтед».

## Кар'єра в збірній
У футболці національної збірної Замбії дебютувала 24 листопада 2018 року в нічийному (1:1) поєдинку 3-го туру групового етапу Кубку африканських націй проти ПАР. Авелл вийшла на поле на 63-ій хвилині, замінивши Геллен Чанду. На вище вказаному турнірі загалом провела 1 матч.